# Styl tygřího drápu

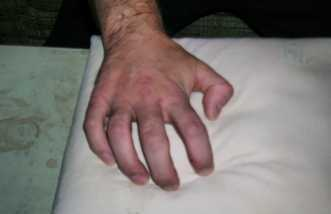
Tygří dráp při cvičení železné dlaně

Styl tygřího drápu (čínsky 虎爪派 pchin-jin hǔ zhuǎ pài v českém přepisu chu čua pchaj) je čínské bojové umění. Pochází z provincie Kuang-tung, kde jej podle ústního předání vytvořil neznámý mnich v 19. století. Prvním známým velmistrem v linii následovníků je Wong Bil Chung. Styl tygřího drápu napodobuje útočícího tygra – údery jsou rychlé, hbité a silné, jsou používány techniky trhání, vytrhávání a úchopů, zaměřených na tlakové body.

## Styl tygřího drápu v Česku
Styl tygřího drápu v Česku vyučuje Jiří Hušek.